# Pebble Beach Golf Links

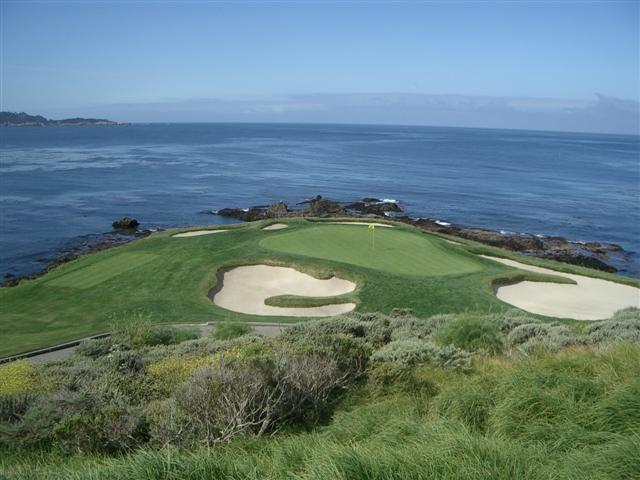
7:e hålet på Pebble Beach Golf Links, juni 2005.

Pebble Beach Golf Links är en golfbana i Pebble Beach i Monterey County i Kalifornien, USA.
Golfbanan anses vara en av världens vackraste då den ligger längs med kusten mot Carmel Bay. Golfbanan är rankad som den bästa allmänna golfbanan i USA av Golf Digest Magazine, samt rankad som #1 bland "Top 100 Courses You Can Play in the U.S." av Golf Magazine.
Från och med oktober 2016 kostar green fee på Pebble Beach Links 525$, vilket är en av världens högsta avgifter. Pebble Beach Company, som äger Pebble Beach Golf Links, driver även tre hotell samt de närliggande golfbanorna Spyglass Hill Golf Course, The Links at Spanish Bay samt Del Monte Golf Course.

## Tävlingar
Pebble Beach Links Golf är ett normalt stopp på PGA-Touren, med AT&T Pebble Beach National Pro-Am som spelas varje år i februari, samt First Tee Open som spelas på Champions Tour i september.
På banan har US Open i golf avgjorts fem gånger, senast 2010 då Graeme McDowell segrade, samt ett PGA Mästerskap år 1977. US Open återvände till Pebble Beach år 2019.
Den första professionella tävlingen som spelades på Pebble Beach var Monterey Peninsula Open år 1926. År 1929 arrangerade Pebble Beach sin första "major", nämligen U.S. Amateur och spelades som matchspel och det var första gången USGA placerade en major väster om Mississippifloden. År 1937 började Bing Crosby arrangera en Pro Am-tävling på Pebble Beach Links Golf, där Crosby donerade 3000$ inför första upplagan av tävlingen, vilken Sam Snead vann och erhöll 700$ i vinstpengar. Tävling blev kallad för "the Clambake" och fick ett stort genomslag inom proffsgolfen. 1959 blev tävlingen benämnd Bing Crosby National Pro Am, vilket den fortsatte heta tills 1985 för att nu vara känd under AT&T Pebble Beach National Pro-Am.

### Resultat i majors
| År   | Mästerskap       | Vinnare         | Representerar | Resultat | Mot par | Segermarginal |
| ---- | ---------------- | --------------- | ------------- | -------- | ------- | ------------- |
| 1972 | U.S. Open        | Jack Nicklaus   | USA           | 290      | +2      | 3 slag        |
| 1977 | PGA Championship | Lanny Wadkins   | USA           | 282      | –6      | Särspel       |
| 1982 | U.S. Open        | Tom Watson      | USA           | 282      | –6      | 2 slag        |
| 1992 | U.S. Open        | Tom Kite        | USA           | 285      | –3      | 2 slag        |
| 2000 | U.S. Open        | Tiger Woods     | USA           | 272      | –12     | 15 slag       |
| 2010 | U.S. Open        | Graeme McDowell | Nordirland    | 284      | E       | 1 slag        |
| 2019 | U.S. Open        | Planerad        |               |          |         |               |

## Historia
Pebble Beach Golf Links var designad av Jack Neville och Douglas Grant, och den öppnade 1919. Genom åren har få förändringar gjorts; inför US Open 1992 gjorde Jack Nicklaus några mindre förändringar, däribland ombyggnad av greenerna på 4:e, 5:e samt 7:e hålen. Den senaste förändringen var 1998 då Nicklaus flyttade det 5:e hålet, en par-3, så att det nu ligger längs med kustlinjen.
I mars 1992 köpte japanska investerare golfklubben, för att senare i juli 1999 sälja den till Pebble Beach Company.